# Ławeczka ks. Piotra Wawrzyniaka w Śremie
Pomnik-ławeczka ks. Piotra Wawrzyniaka w Śremie – pomnik w formie ławeczki mieszczący się przy promenadzie nadwarciańskiej. 

## Historia
Ławeczka została odsłonięta 15 listopada 2010 o godz. 16:00 na promenadzie nad Wartą, przy której już 27 czerwca 2010 odsłonięto pomnik-ławeczkę Heliodora Święcickiego. Pomniki te mają być zaczątkiem promenady upamiętniającej wybitnych mieszkańców Śremu. 
Pomnik ks. Piotra Wawrzyniaka (1849-1910) powstał z inicjatywy Towarzystwa im. Ks. Piotra Wawrzyniaka, w ramach obchodów 160 rocznicy urodzin i 100 rocznicy śmierci księdza, przy wsparciu Spółdzielczego Banku Ludowego im. Ks. P. Wawrzyniaka.
Autorem pomnika jest rzeźbiarz Krzysztof Jakubik, twórca m.in. poznańskiego pomnika Hipolita Cegielskiego. 
Pomnik przedstawia postać księdza w kapeluszu, z książką na kolanach, siedzącego na kamiennej ławce. Obok stoi granitowa stela z napisem: Ks. Piotr Wawrzyniak / 1849 - 1910 / Organicznik / Twórca spółdzielczości bankowej.
Pomnik-ławeczka jest drugim pomnikiem zasłużonego mieszkańca Śremu, obok pomnika przy kościele parafialnym Najświętszego Serca Jezusa.